# Aruma histrio
Aruma histrio är en fiskart som först beskrevs av David Starr Jordan, 1884.  Aruma histrio ingår i släktet Aruma och familjen smörbultsfiskar. IUCN kategoriserar arten globalt som livskraftig. Inga underarter finns listade i Catalogue of Life.